# Alberto Girelli
Alberto Girelli (Milano, 7 luglio 1922 – Milano, 17 agosto 2016) è stato un chimico e dirigente d'azienda italiano.

## Biografia
Nel 1946 si laureò in Chimica e nel 1947 iniziò a lavorare presso la Stazione Sperimentale per i Combustibili (SSC) allora situata nel Politecnico di Milano. Dalle sue ricerche sui distillati del petrolio venne creato il processo di desolforazione della benzina che fu messo in opera nella raffineria di Genova San Quirico della famiglia Garrone. Nel 1951 fu invitato dall'American Chemical Society a partecipare 75º Congresso dell’ACS. Nel 1952 fu ricercatore al Centro ricerche sul petrolio e sugli scisti del Berau of Mines nel Wyoming. Dal 1956 al 1965 fu docente di Esercitazioni di Chimica Industriale per il corso di laurea in Chimica Industriale dell’Università di Pisa. Nel 1965 si trasferì presso l’Università di Genova dove fu inizialmente docente dell’insegnamento di Petrolchimica per il corso di laurea in Ingegneria Chimica e successivamente dal 1975 dell’insegnamento di Chimica Industriale.
Nel 1969 divenne direttore della Stazione Sperimentale per i Combustibili con sede a San Donato Milanese. Sotto la sua direzione il centro ricerche crebbe in personale, progetti e collaborazioni con istituzioni e aziende. L’attività scientifica fu rivolta ai problemi ambientali dell’industria, allo studio degli idrocarburi aromatici policiclici, all’applicazione di catalizzatori eterogenei nei processi petrolchimici.
Pubblicò circa 250 lavori scientifici e fu autore di molti trattati di chimica (Il petrolio grezzo, raffinazione, prodotti; Trattato di Chimica industriale e applicata; Tecnologia del petrolio; Petrolchimica; La raffinazione del petrolio – chimica e tecnologia). Inoltre fu direttore della rivista La Chimica e l’Industria (organo ufficiale della Società Chimica Italiana) dal 1959 al 1969 e dal 1990 al 1993.